# 小氣財神：快樂頌
《小氣財神：快樂頌》（英語：A Christmas Carol: The Musical）是2004年美國電視電影，改編自英國小說家查爾斯·狄更斯的名著《小氣財神》及1994年的音樂劇。由凱西·葛雷莫、傑西·馬丁、珍·考克斯基、珍妮佛·樂芙·休伊、潔拉汀·卓別林和傑森·亞歷山大等人主演。2004年11月28日在NBC播出。
片中音樂由曾獲奧斯卡最佳原創音樂的作曲家亞倫·孟肯創作。

## 劇情
1843年倫敦聖誕節前夕，孤獨的守財奴艾比尼澤·史古基十分討厭聖誕節的到來。聖誕夜時，過去、現在和未來這三個聖誕幽靈造訪了史古基家。過去的聖誕幽靈帶史古基重溫了他童年與青年的經歷，包括他從前的老闆費茲威格先生歡慶聖誕的舞會，以及史古基因為努力賺錢而與未婚妻艾蜜莉離異的經過。現在的聖誕幽靈則讓史古基見識了當前聖誕節的歡慶場面，包括史古基的員工鮑勃·克拉奇和外甥弗雷德·安德森的聖誕夜晚餐。而未來的聖誕幽靈則讓史古基見到他死去後的景象，沒人願意為他哀悼，管家老太太把他的遺物賣給收破爛的。
史古基見識過這些景象後決心痛改前非，在次日聖誕節，他變成一個樂善好施的人，出錢讓孩子們去看戲劇，捐款給慈善機構，將一隻大火雞送給鮑勃一家人作為聖誕禮物，並給鮑勃加薪。史古基還第一次去造訪外甥弗雷德的家，與外甥一家人共慶聖誕。

## 演員
- 凱西·葛雷莫 飾 艾比尼澤·史古基
- 珍·考克斯基 飾 過去的聖誕幽靈（英语：Ghost of Christmas Past）
- 傑西·馬丁（英语：Jesse L. Martin） 飾 現在的聖誕幽靈（英语：Ghost of Christmas Present）
- 傑森·亞歷山大 飾 雅各布·马利
- 珍妮佛·樂芙·休伊 飾 艾蜜莉
- 潔拉汀·卓別林（英语：Geraldine Chaplin） 飾 未來的聖誕幽靈（英语：Ghost of Christmas Yet to Come）
- 愛德華·高爾 飾 鮑勃·克拉奇（英语：Bob Cratchit）
- 雅各·柯利耶（英语：Jacob Collier） 飾 小提姆
- 儒利安·歐文登 飾 弗雷德·安德森，史古基的外甥
- 露蒂·漢雪爾（英语：Ruthie Henshall） 飾 史古基夫人，史古基的母親
- 邁克·凱利 飾 約翰·威廉·史古基，史古基的父親
- 布萊恩·貝德福特（英语：Brian Bedford） 飾 費茲威格先生（英语：Mr. Fezziwig）
- 史蒂芬·米勒 飾 年輕時的史古基

## 外部連結
- 互联网电影数据库（IMDb）上《小氣財神：快樂頌》的资料（英文）
- AllMovie上《小氣財神：快樂頌》的资料（英文）
- 開眼電影網上《小氣財神：快樂頌》的資料（繁體中文）